# Loopbaanoriëntatie en -begeleiding
In het onderwijs in Nederland vormt loopbaanoriëntatie en -begeleiding (LOB) een onderdeel van het curriculum in het VO en MBO. De begeleiding is erop gericht dat de leerling of student keuzes maakt die passen bij diens kwaliteiten en interesses. Het gaat hierbij zowel om keuzes voor bepaalde vakken en/of studie-onderdelen als om keuzes voor vervolgonderwijs. Doel is daarbij om te zorgen dat zo min mogelijk leerlingen of studenten keuzes maken waarop ze later uitvallen.
De begeleiding vindt in de meeste gevallen plaats door de mentor, met ondersteuning van de decaan. Daarnaast spelen ook vakdocenten een rol.